# Dee Dee Davis
Dee Dee Davis (née le 17 avril 1996) est une actrice américaine.

## Filmographie

### Télévision
- 2001 : The Bernie Mac Show : Bryana Thomkins